# Illerkirchberg
Illerkirchberg est une commune de Bade-Wurtemberg (Allemagne), située dans l'arrondissement d'Alb-Danube, dans la région Donau-Iller, dans le district de Tübingen.

## Histoire
La commune actuelle d'Illerkirchberg est née au cours de la réforme régionale du Bade-Wurtemberg le 1er avril 1972 par la fusion volontaire des communes alors indépendantes d'Oberkirchberg et d'Unterkirchberg. 

### Oberkirchberg
Chirchberg a été mentionné pour la première fois en 1087. 
Une distinction des arrondissements du haut et du bas Kirchberg n'intervient qu'au 14e/15e siècle. 
Sur l'éperon montagneux, qui supporte encore aujourd'hui le château Fugger, se trouvait probablement un château au Moyen Âge. Les comtes de Kirchberg s'appauvrissent au XVe siècle et s'éteignent en 1519.
En 1498, la région est devenue une partie du duché de Bavière-Landshut, mais a été vendue à la famille Fugger en 1507. Les comtes Fugger von Kirchberg ont toujours leur siège dans le château construit en 1767 par Franz Anton Bagnato. 
De 1805 à 1810, le comté de Kirchberg appartient au royaume de Bavière, puis, selon le traité frontalier entre la Bavière et le Wurtemberg du 18 mai 1810, il fait partie du royaume de Wurtemberg.

### Unterkirchberg
Pour la première mention, voir Oberkirchberg. 
Tout comme Oberkirchberg, Unterkirchberg appartenait au Comté de Kirchberg. Cependant, il y avait déjà un château dans la zone du village dans les temps anciens, qui aurait été construit à l'époque de l'empereur Claudius (vers l'an 50 apr. J.-C.). Il était autrefois associé au nom de Viana ou peut-être aussi de Phaeniana, qui, selon des découvertes plus récentes, pourrait ne pas être correct. 
Le fort d'Unterkirchberg fait partie d'une chaîne d'autres forts qui ont été construits directement au sud du Danube dans les années 41 à 54 apr. J.-C. et ont servi à sécuriser la province romaine de Rhétie ("ancienne ligne danubienne du limes rhétique ou limes du Danube"). Les forts étaient reliés par des routes (Donausüdstraße ou Donautalstraße) et n'étaient pas occupés par des légionnaires mais par des troupes auxiliaires (troupes auxiliaires). Le fort était l'un des plus grands le long de la ligne du Danube et, à en juger par les découvertes, peut avoir été occupé par une unité de cavalerie. 
Plus tard, les forts ont été déplacés plus au nord (Alblimes à partir d'environ 74 ou 85 apr. J.-C.). 
Le site du fort a ensuite été utilisé à des fins civiles pendant plusieurs décennies. Les tombes en rangée trouvées sur le terrain de l'école primaire datent de la période Alamanni ou du début du Moyen Âge. 
Jusque dans les années 1960, les douves et les remparts d'un château médiéval étaient visibles sur l'éperon sur lequel se dresse aujourd'hui l'église. Aujourd'hui, seuls le mur et les douves du château principal sur le Kreuzberg en face sont conservés. 
Jusqu'à la fin du XVIIIe siècle, cette partie de la montagne s'appelait encore "Niedere Burg". Ce château est dans le 11./12. Il a probablement été abandonné au 19e siècle et depuis lors, le château d'Oberkirchberg est habité par les comtes de Kirchberg. 
Les premiers bénédictins qui ont fondé le monastère de Wiblingen ont vécu dans ce château pendant les premiers mois jusqu'à ce que la construction du monastère soit achevée. Au cours des siècles qui suivirent, jusqu'à la sécularisation, le monastère de Wiblingen put acquérir une influence significative à Unterkirchberg. Le magnifique presbytère témoigne encore de cette époque. 
Comme Oberkirchberg, Unterkirchberg faisait partie de la Bavière de 1805 à 1810 et du Wurtemberg à partir de 1810.

### Affiliations administratives depuis 1810
Oberkirchberg et Unterkirchberg appartiennent à l'Oberamt Wiblingen du Wurtemberg depuis 1810 (depuis 1842 Laupheim). 
Avec la réforme du district à l'époque nazie dans le Wurtemberg, les deux communes sont arrivées dans le district d'Ulm en 1938. 
En 1945, les villages sont devenus une partie de la zone d'occupation américaine dans l'état nouvellement fondé de Württemberg-Baden, qui a été fusionné avec l'état actuel de Baden-Württemberg en 1952. 
Depuis la réforme du district du Bade-Wurtemberg en 1973, Illerkirchberg appartient au nouveau district Alb-Donau.